# ألكسندر كينغ (عالم)
ألكسندر كينغ (بالإنجليزية: Alexander King)، متحصل على وسام القديس ميخائيل والقديس جرجس ورتبة الإمبراطورية البريطانية (26 يناير 1909 - 28 فبراير 2007)، عالم بريطاني ورائد في حركة التنمية المستدامة بالإضافة إلى مشاركته في تأسيس نادي روما في عام 1968 مع رجل الأعمال الإيطالي أوريليو بيكسي. كان النادي من أوائل المؤسسات التي أعربت عن مخاوفها بشأن تأثير النمو الاقتصادي غير المسبوق على البيئة في القرن العشرين. «اعتُبر بيكسي وكينغ الأنبياء الوحيدين في وقت عمّ فيه التفاؤل»، وقد فعلا الكثير لاقتراح القضايا البيئية وإدخالها جدول الأعمال السياسي. في وقت تأسيس النادي، كان كينغ المدير العام للشؤون العلمية في منظمة التعاون الاقتصادي والتنمية والتي كانت باريس مقرها الرئيسي.

## حياته ومهنته
وُلد كينغ في غلاسكو، المملكة المتحدة، والتحق بمدرسة هاي غيت ودرس لاحقًا الكيمياء في إمبريال كوليدج، حيث قام بالعمل في مجلة الكلية الأدبية وشغل منصب رئيس القسم الأدبي ورئيس جمعية الحوار والمناقشة. تابع من عام 1929 إلى عام 1931 أبحاثه في الدراسات العليا في الزمالة في جامعة لودفيغ ماكسيميليان في ميونخ. أصبح عند عودته إلى لندن محاضرًا ثم كبير المحاضرين في الكيمياء الفيزيائية في كلية لندن الإمبراطورية. في عام 1938، حصل كينغ على جائزة إدوارد هاريسون التذكارية من الجمعية الملكية للكيمياء.
مع اندلاع الحرب العالمية الثانية، دعا السير هنري تيزارد كينغ للانضمام إلى وزارة الإنتاج ليتنصب نائبًا للمستشار العلمي. أُرسلت خلال هذه الفترة رسالة من شركة غايغي في سويسرا إلى مكتب فرعها في مانشيستر، لتوضح بالتفصيل تكوين «ديكلور ثنائي فينيل ثنائي كلورو الإيثان الجديد». أدرك كينغ أهمية العامل الكيميائي واستخدامه المحتمل كمبيد حشري، وزُعم أنه صاغ اختصار ثنائي كلورو ثنائي فينيل ثلاثي كلورو الإيثان (دي دي تي). سافر كينغ في عام 1943 إلى الولايات المتحدة، ليصبح رئيسًا للبعثة العلمية البريطانية والمستشار العلمي في السفارة البريطانية في واشنطن. بعد الحرب، أصبح كينغ سكرتيرًا للمجلس الاستشاري للسياسة العلمية ومستشارًا شخصيًا لرئيس المجلس والمدعو بهربرت موريسون. عُين كينغ قائدًا لمنظومة الإمبراطورية البريطانية في حفل تكريم أعياد الميلاد سنة 1948. أصبح فيما بعد كبير المستشارين العلميين لقسم البحث العلمي والصناعي.
في عام 1957، انضم كينغ إلى الوكالة الأوروبية للمواد الكيميائية كمدير في باريس، وأصبح بعد ذلك المدير العام للشؤون العلمية في منظمة التعاون الاقتصادي والتنمية في منظمة التعاون الاقتصادي والتنمية، «كان أول من بدأ ظاهرة الاستطلاعات الخاصة بسياسة العلوم، والتي ألقت نظرة نقدية على حالة العلم والتكنولوجيا في الدول التابعة لمنظمة التعاون الاقتصادي والتنمية». تقاعد من منظمة التعاون الاقتصادي والتنمية في عام 1974، وتولى رئاسة الاتحاد الدولي لمعاهد الدراسات المتقدمة، وهي منظمة مقرها ستوكهولم.

## حياته الشخصية
نشأت عائلة كينغ في دانبلين ودون في اسكتلندا. عمل والد ألكسندر كينغ، جيمس ميتشل كينغ، لصالح شركة نوبل للمتفجرات وأصبح بعد ذلك مديرًا لشركة امبريال للصناعات الكيماوية. كان كينغ من جانب والدته، من نسل رجل الأعمال ونصير القضايا الإنسانية ديفيد ديل (1773-1806)، ومؤسس مصانع لانارك الجديدة والاشتراكية الطوباوية روبرت أوين (1771-1858). تزوج كينغ في عام 1933 من سارة ماسكيل طومسون التي التقى بها في ميونيخ، ابنة أخ السياسي الليبرالي والتر رونسيمان المسمى فيكونت رونسيمان من دوكسفورد، وحفيدة النائب الليبرالي ورجل الأعمال جيمس كوتشران ستيفنسون. لكينغ ابنة تُدعى كاثرين بيكهام، وهي طبيبة معروفة. أصبحت كاثرين لاحقًا أول أستاذة لعلم وبائيات الأطفال في المملكة المتحدة.

## روابط خارجية
- ألكسندر كينغ على موقع IMDb (الإنجليزية)
- ألكسندر كينغ على موقع مونزينجر (الألمانية)